# Catoptrique
La catoptrique est la partie de l'optique géométrique qui s'intéresse aux problèmes de réflexion sur des miroirs.
Cette discipline fut étudiée notamment par les Grecs (Pseudo-Euclide, Dioclès, Anthémius de Tralles) et les Arabes (al-Kindi, Alhazen).
Les miroirs étudiés à cette époque sont plans, concaves ou convexes (sphériques, paraboliques ou elliptiques). Un intérêt particulier est porté aux miroirs ardents.